# Xysticus alsus
Xysticus alsus is een spinnensoort uit de familie van de krabspinnen (Thomisidae).
De wetenschappelijke naam van de soort werd in 1994 gepubliceerd door Da-Xiang Song & X.P. Wang.